# (240) Vanadis
(240) Vanadis es un asteroide que forma parte del cinturón de asteroides y fue descubierto por Alphonse Louis Nicolas Borrelly desde el observatorio de Marsella, Francia, el 27 de agosto de 1884.
Se nombró por Vanadis, uno de los nombres de la diosa nórdica Freyja.

## Características orbitales
Vanadis orbita a una distancia media del Sol de 2,666 ua, pudiendo alejarse hasta 3,214 ua. Su inclinación orbital es 2,104° y la excentricidad 0,2057. Emplea en completar una órbita alrededor del Sol 1590 días.